# Mittwoch 04:45
Mittwoch 04:45 (Originaltitel griechisch Τετάρτη 04:45, Tetarti 04:45) ist ein griechischer Spielfilm aus dem Jahr 2015. Die deutsche Premiere fand am 4. Februar 2016 statt.

## Handlung
Der Grieche Stelios hat sich seinen Traum verwirklicht und einen Jazz-Club in Athen eröffnet. Über einen längeren Zeitraum leiht er sich zusammen mit seinem Geschäftspartner Vassos insgesamt 148.237 Euro, um den Nachtclub weiter auf- bzw. ausbauen zu können. Durch die Finanzkrise 2007 bricht im Jahr 2010 die griechische Wirtschaft fast komplett zusammen, sodass der Club nicht mehr genug Gewinn abwirft, um die Kredite nur ansatzweise zurückzahlen zu können. Der Kredithai, welcher nur „Der Rumäne“ genannt wird, droht Stelios mit der Rache der rumänischen Mafia, falls dieser die Summe nicht zurückzahlt. Er gibt Stelios 32 Stunden bis Mittwoch um 04:45 Uhr, damit er das benötigte Geld auftreiben kann. Stelios muss in einem Wettlauf gegen die Zeit an das Geld kommen und steht einem Strudel aus Betrug, Drogen und Gewalt gegenüber, dessen volles Ausmaß ihm erst jetzt deutlich wird.

## Kritiken
Kino.de urteilt: „Der düstere Thriller wird zum Spiegelbild für die soziale Realität in Griechenland, die von einer wirtschaftlichen und moralischen Krise geprägt ist.“ Der Filmdienst meint, das „visuell eindringliche Drama registriert mit großer ästhetischer Kraft und den klassischen Stilmitteln des Neo-Noir-Genres die Veränderungen in einer Gesellschaft, die quer durch alle Schichten und Milieus zu immer mehr Grobheit und Gier neigt“.